# Домброва (Опольський повіт)
Домброва (пол. Dąbrowa) — село в Польщі, у гміні Домброва Опольського повіту Опольського воєводства.
Населення — 1313 осіб (2011).

## Демографія
Демографічна структура станом на 31 березня 2011 року:
|          | Загалом | Допрацездатний вік | Працездатний вік | Постпрацездатний вік |
| -------- | ------- | ------------------ | ---------------- | -------------------- |
| Чоловіки | 649     | 130                | 461              | 58                   |
| Жінки    | 664     | 130                | 399              | 135                  |
| Разом    | 1313    | 260                | 860              | 193                  |